# Hervé Gauthier (démographe)
Pour les articles homonymes, voir Hervé Gauthier et Gauthier.
Hervé Gauthier est un démographe canadien (québécois) qui a fait carrière dans le domaine de la recherche pour le compte des gouvernements du Québec et du Canada.

## Biographie
Hervé Gauthier est diplômé en sociologie (1968) et en démographie (1971) de l’Université de Montréal. Il a surtout fait de la recherche à l’Institut de la statistique du Québec (1982-2009). Auparavant (1970-1982), il a œuvré à Statistique Canada, au Centre de recherches pour le développement international (Montréal et Ottawa) ainsi qu’à l’Office de planification et de développement du Québec (OPDQ) à Québec.
Pendant cinq ans (1987-1991), Hervé Gauthier a été membre du «Comité de rédaction» des Cahiers québécois de démographie (volume 16 à 20 inclusivement).
En juin 2009, Hervé Gauthier a reçu, en reconnaissance pour « sa carrière exemplaire », la Médaille d’honneur de la Faculté des arts et des sciences de l’Université de Montréal.
En 2018, il a publié à Québec Au hasard des rencontres. Un Québécois à Paris, avril 2018, un recueil d’une cinquantaine de photos montrant «la vie qu’on ne montre pas sur les cartes postales», notamment les «900 tentes […] installées» au bord du canal Saint-Denis. À la journalise Mylène Moisan du journal Le Soleil de Québec, il affirme avoir vu «un côté humain de Paris», celui «des campements de migrants».

### Livres
- Hervé Gauthier, Évolution démographique du Québec, Office de planification et de développement du Québec, 1977, 168 p.
- Michel Girard, Hervé Gauthier et Alain Vinet, Les jeunes Québécois et le travail, Office de planification et de développement du Québec, 1978, 204 p.
- Hervé Gauthier, Monique Frappier-DesRochers et René Durant éditeurs., Effets économiques du ralentissement de la croissance démographique au Québec, Office de planification et de développement du Québec, 1980, 184 p.
- Hervé Gauthier et André D'Arcy, Projections démographiques réalisées dans le cadre du modèle de prévisions économétriques de l'OPDQ, Cahier technique no 1, Office de planification et de développement du Québec, 1980, 41 p.
- Hervé Gauthier et Luc Lamontagne, Les jeunes Québécois et le travail, Cahier technique no 2, Office de planification et de développement du Québec, 1981, 19 p.
- Normand Thibault, Shirley Joe, Hervé Gauthier, Michel Fortin et Danielle Noël, Perspectives démographiques régionales 1981-2006, Bureau de la statistique du Québec, 1984.
- Hervé Gauthier, Normand Thibault, Shirley Joe et Louis Duchesne, 1985, L'avenir démographique du Québec, Bureau de la statistique du Québec.
- Hervé Gauthier et Louis Duchesne, Les personnes âgées au Québec, Bureau de la statistique du Québec, 1986, 256 p.
- Hervé Gauthier, Les migrations au Québec: aspects régionaux, Bureau de la statistique du Québec, 1988, 262 p.
- Hervé Gauthier, La population active au Québec: aspects démographiques, Bureau de la statistique du Québec, 1991, 141 p.
- Hervé Gauthier et Louis Duchesne, Le vieillissement démographique et les personnes âgées au Québec, Bureau de la statistique du Québec, 1991, 297 p.
- Normand Thibault, Hervé Gauthier et Esther Létourneau, Perspectives démographiques : Québec et régions 1991-2041 et MRC 1991-2016, Bureau de la statistique du Québec, 1996, 439 p.
- Jacqueline Gottely et Hervé Gauthier, Vers l’égalité entre les femmes et les hommes? Comparaison Europe–Amérique du Nord, Institut de la statistique du Québec, 2009, 107 p.
- Hervé Gauthier, Au hasard des rencontres : Un québécois à paris, avril 2018, Mélia, 2018, 50 p.

### Ouvrages collectifs
- Le Thi Kim Dung, avec la coll. de Hervé Gauthier, Observations Permanentes Pilotes réalisés dans les pays de l'UDEAC 1971-1974, Bureau Technique Régional, Bangui, République centrafricaine, 1974, 85 p.
- Hervé Gauthier (rédacteur régional), « Sub‑Saharan Africa », Family planning in the Developing World, A review of Programs, dans : W.B. Watson (dir.), A Population Council Fact Book, The Population Council, New York, p. 69‑77[6].
- Hervé Gauthier et al., Démographie québécoise: passé, présent, perspectives, Bureau de la statistique du Québec, 1983, 456 p.
- Hervé Gauthier et al., D’une génération à l’autre : évolution des conditions de vie, Bureau de la statistique du Québec, 2 volumes, 1997-1998.
- Hervé Gauthier, et al., Portrait social du Québec. Données et analyses. Édition 2001, Institut de la statistique du Québec, 2001, 629 p.
- Hervé Gauthier et al., Vie des générations et personnes âgées : aujourd’hui et demain, Institut de la statistique du Québec, volume 1, 2004, 305 pages.
- Hervé Gauthier et al., Données sociales du Québec. Édition 2005, Institut de la statistique du Québec, 2005, 226 p.
- Hervé Gauthier et al., Vie des générations et personnes âgées : aujourd’hui et demain, Institut de la statistique du Québec, volume 2, 2007, 403 pages.
- Hervé Gauthier et al., Données sociales du Québec. Édition 2009, Institut de la statistique du Québec, 2009, 233 p.

### Chapitre dans des ouvrages collectifs
- Jacques Henripin et Hervé Gauthier, « Canada », dans : B. Berelson (dir.), Population Policy in Developed Country, McGraw Hill, New York, 1974, p. 403 427.
- Hervé Gauthier et Georges F. Brown, « Sub Saharan Africa », dans : W.B. Watson et R.J. Lapham, Studies in Family Planning, Family Planing programs, World Review, vol. 6, no 8, 1975, p. 283 301.
- Gilles Beausoleil et Hervé Gauthier, « La durée du travail: l'influence des actions gouvernementales », dans : R. Boulard et al., La réduction de la durée du travail, Québec, Les Presses de l'Université Laval, 1981, p. 145 172.
- Réjean Lachapelle et Hervé Gauthier, « Évolution démographique et marché du travail au Québec », dans : C. Montmarquette et R. Houle, Les ressources humaines et la croissance économique, Actes du Colloque du Centre de recherche en développement économique, Université de Montréal, 1984, p. 3 16.
- Hervé Gauthier, assisté de R. Malo, L. Dallaire et D. Desrosiers, « La démographie et les transformations technologiques », dans : P. Bernard et É. Cloutier (dir.), Sciences sociales et transformations technologiques, Montréal, Conseil de la science et de la technologie, document no 87.02, 1987, p. 31-81.
- Hervé Gauthier, « Le vieillissement démographique des régions 1971-2006 », dans : Profil statistique des régions du Québec, Office de planification et de développement du Québec, coll. Dossiers de développement régional, 1988, p. 109-130.
- Hervé Gauthier, « La décroissance du nombre de jeunes comme facteur d'adaptation de la composition professionnelle des travailleurs : le cas du Québec, 1981-1986 », dans : Changing population age structures, 1990-2015. Demographic and economic consequences and implications, Genève, Nations unies, 1992, p. 230-237.
- Hervé Gauthier, « La profession », dans : S. Asselin et al., Les hommes et les femmes : une comparaison de leurs conditions de vie, Bureau de la Statistique du Québec, 1994, p. 163-181.
- Hervé Gauthier, « Âge de la retraite et effectif de la population active au Québec : situation récente et perspectives d'avenir », dans : A.-M. Guillemard et J. Légaré, Entre travail, retraite et vieillesse. Le grand écart, Paris, L'Harmattan, 1995, p. 298-306.
- Hervé Gauthier, « Transferts et services gouvernementaux », dans : Les conditions de vie au Québec : un portrait statistique, Bureau de la statistique du Québec, 1996, p. 249-296.
- Hervé Gauthier, « Les professions », dans : D’une génération à l’autre : évolution des conditions de vie. Volume I, Québec, Bureau de la statistique du Québec, 1997, p. 93-124.
- Hervé Gauthier, «L’interdépendance des générations dans un contexte de vieillissement démographique : application aux dépenses sociales », dans : D’une génération à l’autre : évolution des conditions de vie. Volume I, Québec, Bureau de la statistique du Québec, 1997, p. 205-247.
- Hervé Gauthier, « La migration », dans : D’une génération à l’autre : évolution des conditions de vie. Volume II, Québec, Bureau de la statistique du Québec, 1998, p. 81-117.
- Suzanne Asselin et Hervé Gauthier, « La population active », dans : D’une génération à l’autre : évolution des conditions de vie. Volume II, Québec, Bureau de la statistique du Québec, 1998, p. 119-160.
- Hervé Gauthier, « Le vieillissement démographique au Québec : un défi pour le système social », dans : Jacques Véron et Marie Digoix, Âge, génération et activité : vers un nouveau contrat social ?, Paris, Institut national d’études démographiques, 1999, p. 229-252.
- Hervé Gauthier, « Structures par âge et âges de la vie : deux visions sur les dépenses sociales au Québec », dans : Alain Bideau, Patrice Bourdelais et Jacques Légaré (éd.), De l'usage des seuils : structures par âge et âges de la vie, Paris, Société de démographie historique, 2000.
- Hervé Gauthier, « Diversité croissante? Des transitions typiques vers la retraite qui commencent durant la vie active » (présentation), dans : Leroy O. Stone (éd.), Les nouvelles frontières de recherche au sujet de la retraite, Ottawa, Statistique Canada, 2006, p. 271-278.
- Hervé Gauthier, « Les personnes âgées et le vieillissement démographique », dans : H. Gauthier (éd.), Vie des générations et personnes âgées : aujourd’hui et demain, Volume 1, Québec, Institut de la statistique du Québec, 2007, p. 43-90.
- Hervé Gauthier, Christine Ruyters et Laurence Vanden Dooren, « Wallonie-Québec en quelques chiffres : un portrait socioéconomique d’ensemble », dans : M. Laffut et M.-R. Roy (éd.), Pauvreté et exclusion sociale. Partage d’expériences entre Wallonie et Québec, Bruxelles, De Boeck, Institut wallon de l’évaluation, de la prospective et de la statistique, 2007, p. 13-27.
- Hervé Gauthier, « La dépense sociale », dans : H. Gauthier et al., Vie des générations et personnes âgées : aujourd’hui et demain, Volume 2, Québec, Institut de la statistique du Québec, 2007, p. 323-349.
- Hervé Gauthier, « Social Spending : Recent changes and Conditions for its Long-term Viability », dans : J. Véron, S. Pennec et J. Légaré (éd.), Ages, Generations and the social Contract. The Demographic Challenges facing the Welfare State, Pays-Bas, Springer, 2007, p. 279-299.
- Hervé Gauthier, « Les changements de la structure par âge des professions comme révélateurs de leur histoire et de leurs caractéristiques », dans : Serge Feld, (éd.), Changements des structures par âge et populations actives, Bruxelles, Academia-Bruylant, 2007, p. 195-215.
- Hervé Gauthier, Anne-Catherine Guio et Sylvie Jean, « Un regard de part et d’autre de l’Atlantique à l’aide des indicateurs d’inclusion sociale définis au niveau européen », dans : M. Laffut et M.-R. Roy, (éd.), Pauvreté et exclusion sociale. Partage d’expériences entre Wallonie et Québec, Louvain-la-Neuve, De Boeck, Institut wallon de l’évaluation, de la prospective et de la statistique, 2007, p. 87-124.

### Articles parus dans des périodiques
- Hervé Gauthier, « Estimation de la production, de la consommation et de l'épargne pour cinq populations stables », Population et Famille, Bruxelles, no. 3, 30, 1973, p. 1 35.
- Andrew Kantner, Wendy Dobson et Hervé Gauthier, « Canada: Country Profile », Country profiles, The Population Council, New York, 1974,   12 p.
- Hervé Gauthier, « Évolution démographique du Québec », Développement Québec, Office de planification et de développement du Québec, 1977,  p. 3 19.
- Hervé Gauthier, « Le vieillissement de la population du Québec: une évolution inévitable à conséquences multiples », Développement Québec, vol. 5, no 3, 1978,  p. 4 10.
- Michel Girard, Hervé Gauthier et Alain Vinet, « Les jeunes Québécois et le travail », Développement Québec, vol. 6, no 2, 1979,  p. 3 11.
- Michel Girard, Hervé Gauthier et Alain Vinet, « Les employeurs se méfient des jeunes », Perception, vol. 2, no 5, 1979, p. 40 41.
- Hervé Gauthier, « Le Québec vieillit... », Ma caisse, vol. 17, no 2, 1980, 12 20.
- Hervé Gauthier et Jocelyn Côté, « La population active au Québec depuis 1961 jusqu'en l'an 2001 », Cahiers québécois de démographie, vol. 9, no 2, 1980, p. 7 31.
- Hervé Gauthier, « L'effet de l'évolution démographique sur l'économie québécoise », Cahiers québécois de démographie, vol. 9, no 3, 1980,  p. 19 36.
- Hervé Gauthier, « Pourquoi le Québec n'a pas (encore) de politique nataliste », Cahiers québécois de démographie, vol. 10, no 2, 1981,  p. 211 233.
- Hervé Gauthier, « Indices pour évaluer les effets du vieillissement démographique: Examen critique », Cahiers québécois de démographie, vol. 11, no 3, 1982,  p. 323 349.
- Hervé Gauthier, « Trois scénarios de décroissance de la population québécoise: caractéristiques et incidences sur la population active », Cahiers québécois de démographie, vol. 15, no 2, 1986,  p. 181-211.
- Hervé Gauthier, « Vieillissement et dépenses de l'État », L'Action nationale, vol. LXXVIII, no 5, 1988,  p. 282-300.
- Hervé Gauthier, « Des conditions démographiques nouvelles », Revue d'études canadiennes, vol. 23, no 4, 1988-89,  p. 16-36.
- Hervé Gauthier, « Vieillissement et dépenses de l'État: deux nouvelles études », L'action nationale, vol. LXXIX, no 2, 1989,  p. 176-185.
- Hervé Gauthier, « Changements dans la structure par âge de la population active selon la profession au Québec, 1981-1986 », Cahiers québécois de démographie, vol. 19 no 2, 1990,  p. 215-239.
- Hervé Gauthier, « L'incidence du vieillissement démographique sur les dépenses sociales », L'Actualité économique - Montréal, vol. 67, no 1, 1991,  p. 103-118.
- Hervé Gauthier, « La mobilité géographique des personnes âgées au Québec », Espace-Populations-Sociétés, no 1, Lille, 1992,  p. 59-70.
- Hervé Gauthier, « Variables démographiques et charges sociales : comparaisons annuelles et intergénérationnelles », Cahiers québécois de démographie, vol. 24, no 2 (automne 1995), p. 285-321.
- Normand Thibault et Hervé Gauthier « Perspectives de la population du Québec au XXIe siècle : changement dans le paysage de la croissance », Données sociodémographiques en bref, vol. 3, no 2, 1999,  p. 1-6.
- Hervé Gauthier, « Quelques caractéristiques de la migration durant la période 1991-1996 », Données sociodémographiques en bref, vol. 4, no 1, 1999,  p. 3-4.
- N. Thibault, E. Létourneau et H. Gauthier, « Nouvelles perspectives démographiques régionales 1996-2041 : concentration dans les régions métropolitaines et vieillissement accentué », Données sociodémographiques en bref, vol.4, no 2, 2000,  p. 1-6.
- Hervé Gauthier, « Les personnes âgées de demain : que peut nous dire l'analyse générationnelle ? », Santé, Société et Solidarité, hors série, 2003,  p. 13-28.
- Hervé Gauthier et Joëlle Gaymu, « Le vieillissement démographique », Gérontologie et société, Fondation Nationale de Gérontologie, Paris, 2003, p. 13-31.
- Hervé Gauthier et al., « Les personnes âgées aujourd’hui et demain : aspects socio-économiques », Gérontologie et société, Fondation Nationale de Gérontologie, Paris, 2003, p. 49-75.

### Opuscules
- Hervé Gauthier, The Census Definition of Family: 1871‑1971, Population and Housing Research Memorandum, PH‑FAM‑1, Ottawa, Bureau fédéral de la statistique, 1971, 10 p.
- Hervé Gauthier, L'évolution de la définition de la famille du recensement de 1871 au recensement de 1971, Ottawa, Bureau fédéral de la statistique, 1971, 18 p.
- Hervé Gauthier, Les activités du CRDI en Afrique dans le domaine population et matières connexes, Addis-Abeba, Commission économique pour l'Afrique, 1974, 10 p.